# Schéma de la ligne 86 (Infrabel)
Cette page est une annexe de l'article « Ligne 86 (Infrabel) ».
| LSTR |

| vSHI2gl- | d |

| vBHF | d |

| LSTRq | vSTRr-STR | d |  |

| SKRZ-Au |

| HSTeBHF |

| SKRZ-Au |

| HSTeBHF |

| HSTeBHF |

| eHST |

| HSTeBHF |

|  | d | vSTR-STR+l | LSTRq |

| d | vÜST |

| d | vBHF |

| d | vSHI2g+l- |

| LSTRq | ABZgr |  |

| hKRZWae |

| eBHF |

| exLSTRq | eABZgr |  |

| eBHF |

| TUNNEL2 |

| eBHF |

|  | xvSHI2+l | exLSTRq | d |

| xvÜSTlxr | d |

| vKBHFxe | d |

| exvÜSTx | d |

| exLSTRq | exdABZqr | exdABZg+r | d |  |

| exSTR+GRZq |

| exBHF |

| exBHF |

| exHST |

| exBHF |

| exSKRZ-Ao |

| d | exABZgl | exdKBSTeq |

| exBHF |

|  | d | evSTR-STR+l | LSTRq |

| d | evÜSTr |

| d | vBHF |

| d | vSHI2g+l- |

| LSTRq | xABZgr |  |

| exBHF |

| LSTRq | xKRZu | LSTRq |

| exHST |

| exBHF |

| exLSTR+l | exABZgr+r |  |

| eLABZqr | xABZg+r |  |

| eBHF |

| LSTR |

### Note
Seule la section entre les gares de Renaix et De Pinte est en service, les points kilométriques (PK) définis par Infrabel. Sur la section en service les nouveaux PK sont indiqués en premier et les anciens sont entre parenthèses et en italique. Sur la section fermée les anciens PK sont indiqués en italique (source nouveaux PK : Infrabel ; source anciens PK site pandora.be).